# Stereodon imponens
Stereodon imponens là một loài Rêu trong họ Hypnaceae. Loài này được (Hedw.) Brid. ex Mitt. mô tả khoa học đầu tiên năm 1859.